# Тавель (река)
Таве́ль (также Хара́б-Таве́ль; укр. Тавель, крымскотат. Tavel, Тавель) — маловодная река (балка) в пределах Главной гряды Крымских гор, на территории Симферопольского района, левый приток Салгира. Длина водотока 10 километров, площадь водосборного бассейна — 42 км².

## Название
Слово Тавель этимологически восходит к крымскотат. tav eli, что в переводе означает «горный край»: tav — гора, el — местность, край.

## География
Река берёт начало на западных склонах Чатыр-Дага, на водоразделе Салгира и Альмы, истоком является родник Дамчи-Кая-Чокрак (варианты Дамчи-Кая, Лехла-текне-чурага, Лактекнын-Су), расположенный на высоте 932 м над уровнем моря. Тавель течёт общим направлением на север. У реки, согласно справочнику «Поверхностные водные объекты Крыма», 3 притока, из которых 2 безымянных, а один, правый, имеет собственное название — Тавельчук. Тавель впадает в Салгир в 198 километрах от устья в селе Доброе, водоохранная зона реки установлена в 100 м.